# El Monte (Kalifornien)
El Monte ist eine Stadt im Los Angeles County im Bundesstaat Kalifornien der Vereinigten Staaten mit 109.450 Einwohnern (Stand: Volkszählung 2020).

## Geographie
Das Stadtgebiet hat eine Größe von 25,1 km². El Monte liegt innerhalb des Los Angeles County im San Gabriel Valley. Es grenzt an Arcadia, Avocado Heights, Baldwin Park, Industry, Irwindale, Monrovia, North El Monte, Rosemead, South El Monte und Temple City.

## Geschichte
Die Besiedlung begann 1849 durch Missionare und spanische Soldaten.

## Bevölkerung
Im Jahre 2000 lebten in El Monte laut der damaligen Volkszählung 116.249 Personen.
72,5 % waren Latinos. 51,3 % der Einwohner wurden nicht in den Vereinigten Staaten geboren.

## Söhne und Töchter der Stadt
- Rob Bottin (* 1959), Effekt-Maskenbildner
- Glenn Corbett (1933–1993), Schauspieler
- Mary Ford (1924–1977), Sängerin
- Virginia Gilmore (1919–1986), Schauspielerin
- Scatman John (1942–1999), Scat-Sänger